# Southport F.C.
Southport F.C. – angielski klub piłkarski, z siedzibą w Southport. Swoje mecze rozgrywają na stadionie Community Stadium.